# Бременност
 Тази статия е за биологичния процес.  За протичането му при хората вижте Бременност при човека.  
Бременността е процес при живородните и яйцеживородните животни, при който възрастно животно износва ембрион във вътрешността на тялото си. Винаги износването се извършва от женските, с изключение на рибите от семейство Syngnathidae, при които тази функция изпълняват мъжките. При различните видове бозайници бременността трае различно, като най-дългата бременност се среща при слоновете – 22 месеца. При яйцеживородните животни износването на ембрионите също се нарича „бременност", но зиготата се развива в черупка и оплождането е извън организма (външното оплождане е характерно за рибите), при което е задължително наличието на водна среда, където сперматозоидите да се предвижат до получателя. При живородните животни и хората (бозайниците) оплождането е вътрешно.
Бременност при различни видове животни
- Коза
- Пони
- Лъвица
- Котка
- Кучка
- Зебра

- Морско конче
- Скорпион
- Сърна
- Риба